# Fadika Kramo-Lanciné
Fadika Kramo-Lanciné, né en 1948 à Danané et mort le 5 juin 2022, est un réalisateur de cinéma ivoirien.

## Biographie
Issu d’une famille d’intellectuels et de culture, Fadika Kramo-Lanciné est le frère cadet de Fadika Ladji Mory, ancien journaliste et analyste à Fraternité Matin. Après des études de Lettres modernes à l’Université d’Abidjan, il fait des études de cinéma à l’Ecole Louis Lumière à Paris. En 1975, Fadika Kramo-Lanciné intègre l’Office National de Promotion Rurale où il est chargé de s’occuper des films pédagogiques et des émissions de télévision sur des problèmes de développement. « La Fin de la course » est son premier court métrage d'une durée de 17 minutes, réalisé en 1974.
En 1981, son film « Djéli » a reçu le Grand prix Étalon de Yennenga au 7e Festival panafricain du cinéma et de la télévision de Ouagadougou. Il sort en 1993 son deuxième film, « Wariko, le gros lot » qui remporta le Prix du public au Fespaco 1994. Son dernier long métrage « Deux Donzelles Abidjan » débuté en 2016, n'a pas pu être achevé par faute de moyens financiers.
De 2013 à 2016, Fadika Kramo-Lanciné exerçait la fonction de directeur général à l'Office National du Cinéma de Côte d'Ivoire (ONAC-CI). Il a également été Conseiller Technique chargé du cinéma au Ministère de la Culture et de la Francophonie.
Il est immortalisé sur l’avenue des cinéastes à Ouagadougou à travers une statue de bronze au Fespaco 2017.

## Filmographie
- 1974 : La Fin de la course (court métrage fiction)

- 1980 : Djéli, conte d'aujourd'hui - Grand Prix Etalon d'or de Yennega / - Prix de la critique Internationale / - Prix de l'Office Catholique International du Cinéma au Fespaco 1981 à Ouagadougou.
- 1993 : Wariko, le gros lot - Prix d'interprétation masculine au Festival Africain de Khouribga /- Prix de la ville de Ouagadougou, - Prix de la meilleure comédie au Fespaco 95 avec Allassane Touré, Abiba Kaboré, Aissatou Traoré, Adama Dahico, Adrienne Koutouan, etc. Musiques originales de Cheik Mohamed Smith et Kanté Manfila.